# Artur Balder
Artur Balder (né le 14 août 1974  à Alicante, en Espagne) est un écrivain et réalisateur américain,.

## Littérature
Artur Balder est l'auteur de nombreux livres pour enfants, publié et distribué à l'échelle internationale par Random House en Espagne et en Amérique et par Albin Michel en France. Ses romans historiques, publiés par Edhasa sont inspirés par les héros germaniques comme Arminius à l'époque de la Rome antique, ou le duc Saxon Widukind, qui a dirigé une rébellion au début du Moyen Âge contre l'empereur Charlemagne. Ses livres sont traduits dans plusieurs langues: néerlandais, italien, français, roumain.

## Cinéma
En 2010, il a écrit et réalisé le documentaire sur la Little Spain.
Pendant plus d'un an, Balder a vécu à la Société de bienfaisance espagnole (en) de New York comme artiste résident. Pendant ce temps, il a découvert des archives de la 14e rue qui pourraient montrer pour la première fois l'évolution des petites rues de la petite Espagne à Manhattan depuis ses origines. Le documentaire révèle l'histoire jamais racontée de la présence espagnole dans l'arrondissement de Manhattan de la ville de New York et sa communauté autour de la 14e. L'archive contient plus de 450 photographies et 150 documents qui n'ont jamais été rendus publics et qui illustrent l'histoire des rues de Little Spain à New York au cours du XXe siècle,,,,,.
Le film est dédié à Federico García Lorca et comprend des idées provenant de son travail Poeta en Nueva York.

## Romans

### Teutoburg
1. El último querusco. Inédita Editores, 2005.  (ISBN 84-96364-31-3)
2. Liberator Germaniae. Inédita Editores, 2006.  (ISBN 978-84-96364-49-3)
3. La Batalla del Destino, Inédita Editores, 2007.  (ISBN 978-84-96364-96-7)

### Widukind
1. The Codex of the Sword. EDHASA, 2010.  (ISBN 978-84-350-6180-3)

### Curdy
1. Curdy y la Cámara de los Lores. Montena (Random House Mondadori), 2007.  (ISBN 978-84-8441-331-8)Traduit en français sous le titre Le Cinquième Alchimiste, Albin-Michel, 2008.
2. Curdy y el Cetro de Carlomagno. Montena (Random House Mondadori), 2009.  (ISBN 978-84-8441-436-0)

### Autres
1. La Piedra del Monarca. The Magic Rider, 2004.  (ISBN 84-934076-0-7)

## Essais
1. 2001: homenaje a Kubrick[22]. Galería Muro, 2001.
2. El Anillo del Nibelungo[23]. Galería Argenta, 2003.

## Films
- Muerte Express[24] (2003)
- Limit[25] (2004)
- Widukind[26] (2009)
- Little Spain[27] (2010)